# Verwelkingspunt

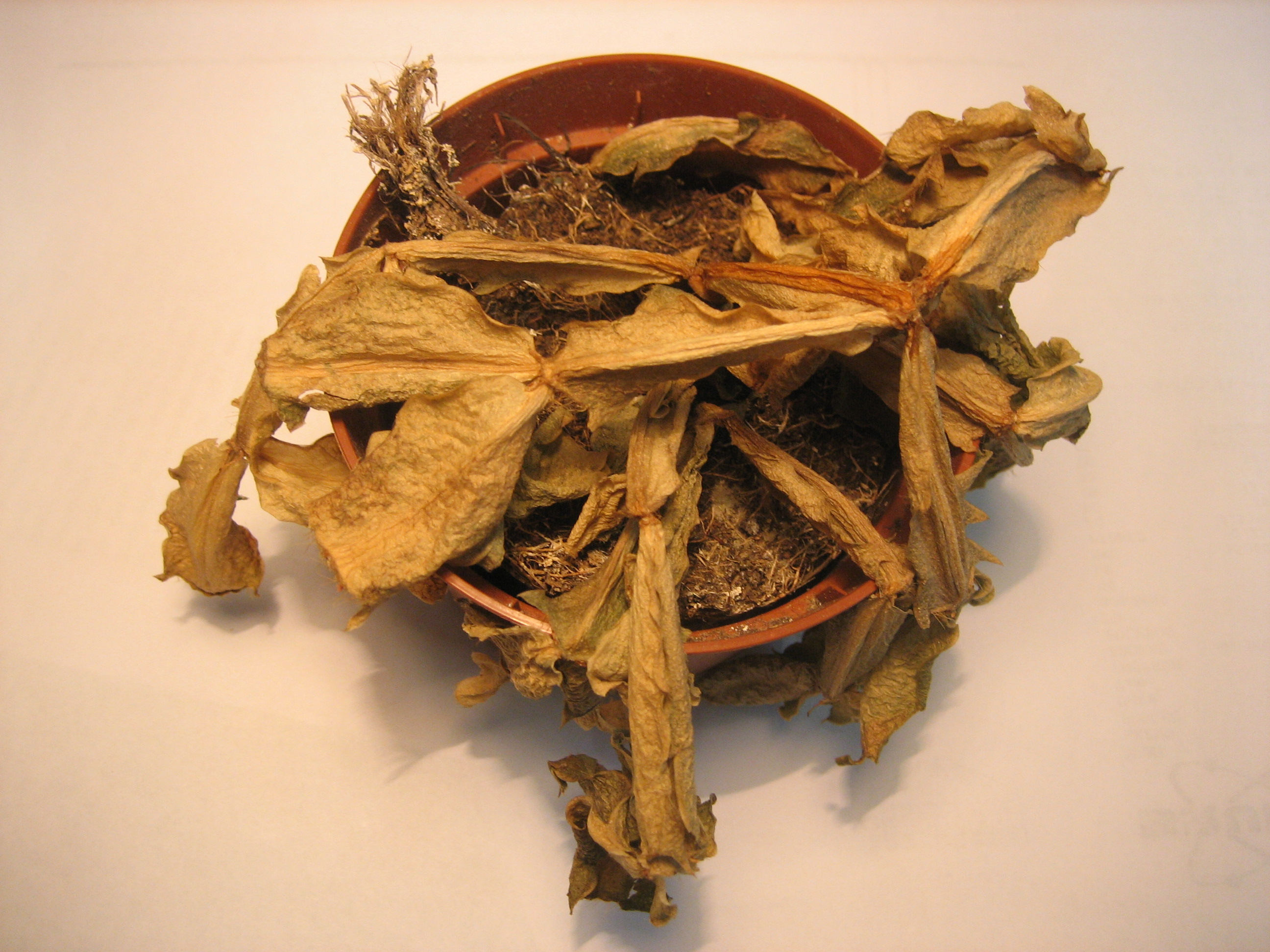
Verwelkte planten in een bodem die het verwelkingspunt heeft bereikt.

Het verwelkingspunt of permanente verwelkingspunt is het vochtgehalte van de bodem, waarbij de plant geen water meer kan opnemen uit de bodem, gewoonlijk bij Ψ = -1,5 MPa of 15 bar of ongeveer 160 meter waterkolom. De zuiging van de grond is dan ongeveer 4,2 pF. De plant verwelkt en kan zich niet meer herstellen, ook niet nadat deze gedurende 12 uur in een donkere en vochtige ruimte is gezet.
Er zijn echter droogte resistente plantensoorten, overwegend xerofyten, die hogere zuigspanningen dan 4,2 pF kunnen ontwikkelen. Zo kan de creosootstruik nog groeien onder extreem droge omstandigheden door een zuigspanning van 4,5 pF (-5 MPa of -50 bar) te ontwikkelen en kunnen ze nog in leven blijven tot een zuigspanning van wel 5,2 pF (-12 MPa of -120 bar).
Het nog aanwezige gehalte aan water bij het verwelkingspunt geeft een goede vergelijking voor het kleigehalte van de bodem.